# Ferme de Royer
La ferme de Royer appelée aussi ferme du Royer ou ferme Marchand est un immeuble bâti à partir du XVIIe siècle, situé dans la section de Mozet faisant partie de la commune de Gesves en Belgique (province de Namur). La tour carrée de la ferme dite tour du Royer est classée ainsi qu'une partie du village de Mozet. 

## Localisation
La ferme se situe au centre du village condrusien de Mozet au no 4 de la rue de Loyers et au carrefour de cette rue et de la rue du Tronquoy. Le ruisseau du Tronquois coule à quelques dizaines de mètres au sud de la ferme qui se trouve entre le château de Mozet et l'église Saint-Lambert.

## Historique
Jean Muller, seigneur de Courrière, acquiert le fief en 1606 et fait édifier la tour seigneuriale en 1614 comme l'attestent des ancres sur le côté nord de la tour, le long de la rue du Tronquoy et un cartouche placé à la clé de voûte du portail principal d'accès à la tour. La ferme en carré est édifiée au XVIIe siècle et prend son aspect actuel à la fin du XVIIIe siècle. D'autres ancres sur la façade de la grange date celle-ci de 1601, soit treize années avant l'érection de la tour.

## Description

### La ferme
La ferme en carré est constituée de quatre ailes érigées autour d'une cour intérieure d'une superficie d'environ 500 m2. Les bâtiments sont principalement construits en moellons de calcaire. Le portail d'entrée en anse de panier se situe sur l'aile orientale. L'imposante grange placée sur l'aile opposée possède une porte charretière avec arc en plein cintre.

### La tour
La tour carrée haute de trois niveaux et d'environ 7 mètres de côté est bâtie en pierres calcaires pour le premier niveau sur un haut soubassement de moellons biseautés et en briques pour la partie supérieure. Du côté sud donnant sur la cour de la ferme, les pierres calcaires épousent la forme triangulaire d'un ancien pignon au-dessus duquel la tour en briques a été exhaussée. Elle possède de petites fenêtres carrées ou à traverse, avec des linteaux en demi-lune et un porche d'accès cintré. Elle comprend une tourelle d’escalier circulaire adossée à l'angle sud-est de la tour. Cette tour carrée est couverte d’un haut pavillon d’ardoises à quatre pans se terminant par une partie verticale octogonale placée en encorbellement et une petite flèche comprenant aussi huit côtés. Pour la datation, voir Historique

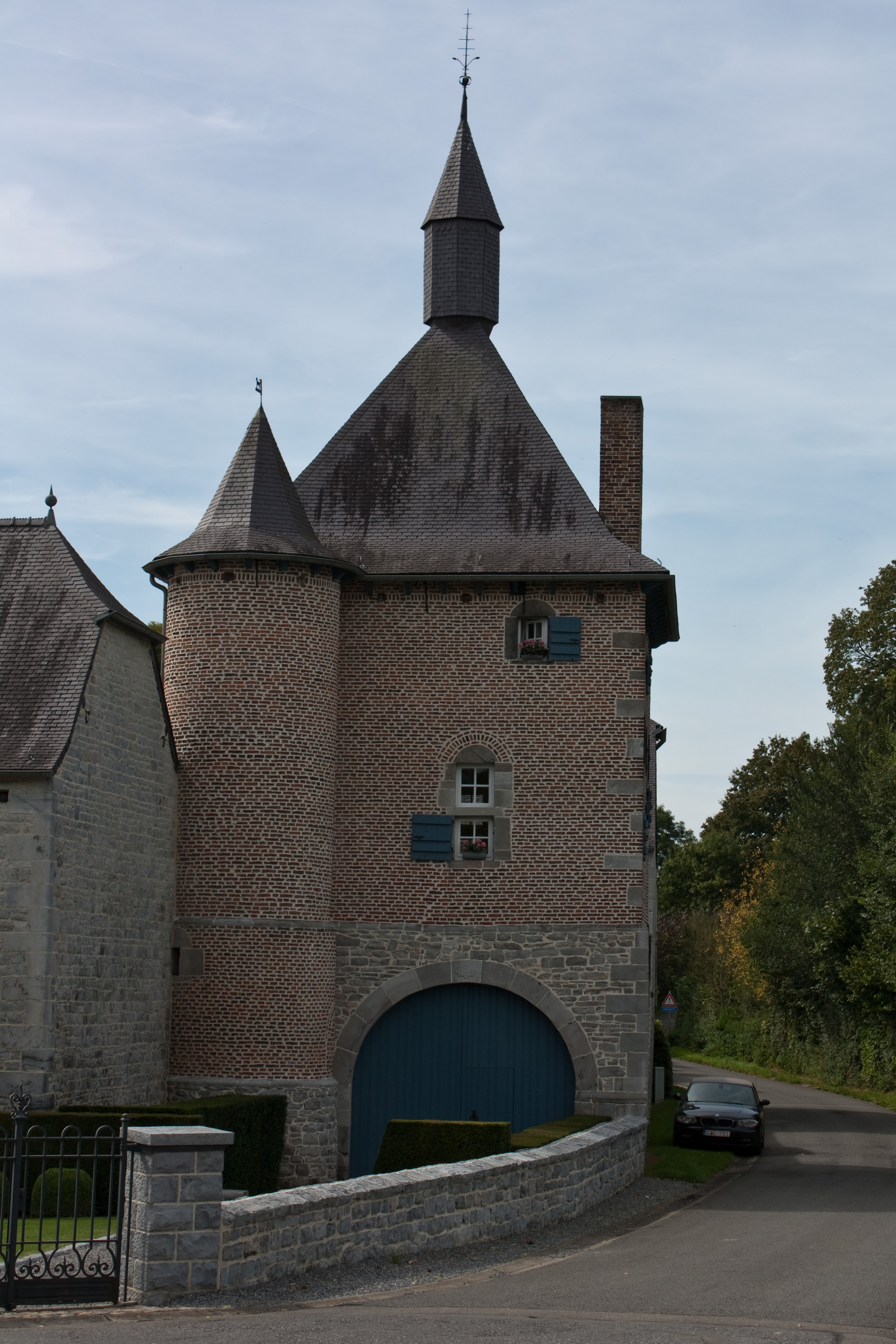
La Tour du Royer

## Classement et protection
La tour de la ferme Marchand, dite "Tour du Royer", rue de Loyers, n°4 est reprise depuis le 5 janvier 1979 sur la liste du patrimoine immobilier classé de Gesves. Une partie du village de Mozet dont fait partie la ferme de Royer est aussi classée depuis le 11 mai 2009 .

## Activités
La ferme de Royer est une résidence privée qui ne se visite pas mais abrite un gîte rural.

### Sources
- Inventaire du patrimoine immobilier culturel